# 毛遂
毛遂（？—？），東周戰國時期趙國邯郸人（今河北邯郸）。為平原君趙勝的門客，战国时期著名说客。

## 生平经历

### 合纵抗秦
趙孝成王九年（前257年），秦國圍攻趙國都城邯鄲，平原君準備找二十個文武兼備的門客去楚國，遊說楚王合縱抗秦。找了十九個人，餘下一個名額找不到合適的人選，毛遂便上前自薦。平原君說：「如果錐子放在袋子中，尖銳處一定會露出來。怎麼沒有聽說過你呢？」毛遂則說：「臣乃今日請處囊中耳。使遂早得處囊中，乃脫穎而出，非特其末見而已。（我今日才要求放到袋子中，如果早把我放在袋子中，整個錐子一早就刺出來了。）」（成語「脫穎而出」的出處。）於是平原君帶毛遂同到楚國。
到了楚國，平原君和楚考烈王談了半天，楚考烈王不願應允。於是毛遂帶劍上前說：「合縱的利害，兩句話就說完了，怎麼會說到現在？」楚王怒喝：「我和你的主人說話，你來幹甚麼？」毛遂於是拿著劍上前說：「大王喝叱我，不過仗著楚國人多，但在十步之內，大王的性命在我手裏。楚國的強大，天下沒有對手，白起只是小子而已，但一攻下楚都，二燒了夷陵，三侮辱了楚國祖先，這是楚國的大仇，趙國也感到羞辱，但大王不覺得可惡，合縱的目的是為了楚國，不是趙國。我的主人就在面前，為什麼要喝叱我呢？」於是趙國成功和楚國結盟。後來毛遂自薦成爲了一個著名的成語。
平原君回國之後，自慚觀人相士的能力不足，未在毛遂在趙之時就發現他的才能，於是立刻奉毛遂為上賓。

## 埋葬地点
毛遂死后葬在邯郸永年县老县城西南（现广府镇），相传，毛遂墓墓冢当年十分高大，占地十几亩，被永年县评为“平干八景”之一，世人称之为“毛遂高峰”。墓冢毁于文革时期，成为农民的自留地，1993年重建。

## 毛氏故里
毛遂的故里，在河北省邯郸市鸡泽县，2008年，中国毛氏研究会给河北鸡泽县颁发证书，确认邯郸鸡泽是毛遂故里，鸡泽以“毛”命名的只有这一个村—毛官营，这表示毛官营即毛遂故里得到确认。

## 有关成语
- 脱颖而出
- 毛遂自荐

## 史书记载
- 《史記》卷七十六　平原君虞卿列传第十六